# NGC 2219
NGC 2219 ist ein offener Sternhaufen im Sternbild Einhorn südlich des Himmelsäquators.
Das Objekt wurde am 19. Februar 1830 von dem britischen Astronomen John Herschel entdeckt.